# Klasika Primavera 2012
La Klasika Primavera 2012, cinquantottesima edizione della corsa e valida come evento del circuito UCI Europe Tour 2012 categoria 1.1, fu disputata l'8 aprile 2012, per un percorso totale di 171,6 km. Fu vinta dall'italiano Giovanni Visconti, al traguardo con il tempo di 4h10'43" alla media di 42,188 km/h.
Al traguardo 90 ciclisti portarono a termine il percorso.

## Percorso
L'edizione 2012, come le precedenti, vede un percorso totale di 171,6 km con partenza ed arrivo nella città di Amorebieta. Le prime insidie giungono dopo un centinaio di km con la prima ascesa sull'Alto de Muniketagane e poi con la seconda ascesa sull'Autzagane, salite da affrontare per altre due volte prima di arrivare al traguardo fissato ad Amorebieta.

## Squadre e corridori partecipanti
Sono state invitate 12 squadre, 3 con licenza UCI ProTeam, 3 con licenza UCI Professional Continental Team e 6 con licenza UCI Continental Team.
| N.      | Cod. | Squadra                     |
| ------- | ---- | --------------------------- |
| 1-8     | SAU  | Saur-Sojasun                |
| 11-20   | ACG  | Andalucía                   |
| 21-30   | CJR  | Caja Rural                  |
| 31-40   | EUS  | Euskaltel-Euskadi           |
| 41-48   | EPM  | EPM-UNE                     |
| 51-59   | TKT  | Gios - Deyser Leon Kastro   |
| 61-70   | MOV  | Movistar Team               |
| 71-78   | SAX  | Team Saxo Bank              |
| 81-88   | BNT  | Team Bonitas                |
| 91-99   | LOK  | Lokosphinx                  |
| 101-110 | VMC  | Burgos 2016-Castilla y León |
| 111-120 | ORB  | Orbea Continental           |

### Favoriti
Il plurivincitore Alejandro Valverde, Giovanni Visconti, Juan José Cobo, David Arroyo, Igor Antón e Mikel Nieve sono i principali favoriti alla vigilia della corsa.
Il detentore Jonathan Hivert non disputa la corsa, quindi il numero 1 viene assegnato al leader della Saur-Sojasun Cyril Bessy.

## Resoconto degli eventi
La corsa viene dominata da tre squadre: la Movistar Team, la Saur-Sojasun e l'Euskaltel-Euskadi. Infatti gli uomini Movistar riprendono diversi tentativi di attacco da parte dei corridori della Saur e dell'Euskaltel che cercano di evadere dal gruppo. Dopo aver ripreso la fuga del mattino - nella quale erano riusciti ad entrare il leader della Saur Cyril Bessy e gli Euskaltel Pell Bilbao e Amets Txurruka - Mikel Landa (Euskaltel) e Brice Feillu (Saur-Sojasun) attaccano ma vengono nuovamente ripresi dai gregari della Movistar.
Si arriva alla volata ristretta con quattro Movistar e Igor Antón, vinta dall'italiano Giovanni Visconti davanti ad Alejandro Valverde, Antón, David López García e Ángel Madrazo che giunge assieme Guillaume Levarlet (Saur-Sojasun). Dietro altri tre corridori della Saur (Jeandesboz, Feillu e Mederel) e Šilov ciclista in forza alla squadra russa Lokosphinx.

## Ordine d'arrivo (Top 10)
| Pos. | Corridore          | Squadra       | Tempo    |
| ---- | ------------------ | ------------- | -------- |
| 1    | Giovanni Visconti  | Movistar Team | 4h10'43" |
| 2    | Alejandro Valverde | Movistar Team | s.t.     |
| 3    | Igor Antón         | EUS           | s.t.     |
| 4    | David López García | Movistar Team | a 4"     |
| 5    | Ángel Madrazo      | Movistar Team | a 10"    |
| 6    | Guillaume Levarlet | Saur-Sojasun  | s.t.     |
| 7    | Fabrice Jeandesboz | Saur-Sojasun  | a 21"    |
| 8    | Brice Feillu       | Saur-Sojasun  | a 22"    |
| 9    | Maxime Mederel     | Saur-Sojasun  | a 38"    |
| 10   | Sergej Šilov       | Loxosphinx    | a 39"    |